# ほっともっと
ほっともっと（英: Hotto Motto）は、株式会社プレナスが展開する持ち帰り弁当のチェーン店。2025年現在、日本の持ち帰り弁当業界で最大の店舗数を誇る。

## 略歴
ほっかほっか亭との分裂
プレナスは元々、九州・山口および東日本地区のほっかほっか亭を運営していたが、フランチャイザーのほっかほっか亭総本部と商標権を巡り対立したことをきっかけに、両社の関係が悪化していた。
2008年（平成20年）2月6日に、同年5月14日をもってほっかほっか亭から離脱することを発表し、続く2月12日に、新たなブランド名を「ほっともっと」にすることを発表した。5月15日よりほっともっととしての店舗運営を開始。5月20日には近畿地区1号店として兵庫県神戸市に磯上公園前店をオープンさせた。ほっかほっか亭時代は2,294店（直営店1,113店、加盟店1,181店）を運営していたが、鹿児島食品サービスなどプレナス系から離脱しほっかほっか亭総本部と契約した266店舗を除く、2,028店（直営店1,113店、加盟店915店）と、これまで総本部傘下だったサンコーと契約していた茨城地区加盟店50店の合わせて2,078店でスタートした。
サンコーは2008年（平成20年）10月まで「ほっかほっか亭」以外の弁当事業が営めないため、茨城地区の加盟店50店は暫定的にプレナスと加盟店契約を結びほっともっととして営業、サンコー直営店舗はほっかほっか亭として営業していたが、2008年（平成20年）11月よりサンコーがほっともっと茨城地区本部としての営業を開始したため、それに伴いサンコー直営のほっかほっか亭はほっともっとへ移行し、同時に茨城地区の加盟店契約はプレナスからサンコーに承継され、茨城地区のほっともっとは58店となった（報道によってはほっともっと開始当初より茨城地区59店が加わり、2,087店でスタートしたとされている。なお、サンコー直営店舗は合流するまでの間に1店舗閉鎖している）。
出店済みの地区も含めて相次いで出店しており、2008年（平成20年）7月末の店舗数は2,152店（直営店1,181店、加盟店971店）となっていた。これは全国に約2,300店を展開している本家かまどやに次ぐ2位の規模であった。プレナスは未出店地域にも店舗を展開し、3年後を目途に3,000店に増やす計画を立てている。その後の出店により2009年（平成21年）7月末の時点でほっともっと2,332店、本家かまどや2,265店、ほっかほっか亭1,390店となり逆転した。2012年（平成24年）2月末時点でのほっともっとの店舗数は2,758店舗（直営店1,809店舗、加盟店949店舗）である。

## 店舗の特徴
店舗の外観は木とレンガを基調にした茶色のものとなっており、温かく都会的な外観をイメージしている。ほっかほっか亭時代の2000年代前半からこのような店舗への置き換えが進んでおり、該当店舗においては、ほっともっと移行後はロゴと文字の部分を変更したのみとなった。ほっかほっか亭時代からの古い店舗では外装を改装せず、元の黄色ベースの看板をほっともっとの茶色ベースの看板に掛け替え、営業している店舗も多い。
従来のカウンターでの注文に加え、昼間など混雑する時間帯に作りたての温かい弁当を待たずに購入できるようにした、「ホットショーケース」というサービスも一部店舗を除き行われている。これも、ほっかほっか亭（旧・株式会社ほっかほっか亭がダイエー傘下時代）の頃から行われていた。
2015年（平成27年）からは、新規に開店した店舗や改装した店舗に自動券売機を導入し、レジカウンターの縮小（券売機での注文後の追加購入や、インターネット予約サービスの支払いにのみ使用）やショーケースの撤去が実施されている。
2020年（令和2年）10月には、「ほっともっと」の弁当に加えオーブン調理の「グリル」、お手軽価格の「カジュアル」の3カテゴリーの弁当を提供する「ほっともっとグリル」の展開を開始した。
プレナスの本社が福岡にあるからか、九州地区に24時間営業の店舗が多い。東京や大阪、名古屋などには24時間営業の店舗は存在しない。

## 営業地域
以下の日本国内全都道府県、中国および韓国、オーストラリアで営業している。2016年（平成28年）11月現在の店舗数は合計2,655店舗。2016年（平成28年）10月の鳥取県進出により47都道府県全てに出店を達成した。
| 運営会社                  | 運営会社                   | 運営会社                   | 地区 |
| ------------------------- | -------------------------- | -------------------------- | --- |
| 株式会社プレナス （直営） | 移行前から展開             | 合併前から直営             | 山口県、福岡県、佐賀県、長崎県、 熊本県、大分県、宮崎県、鹿児島県 |
| 株式会社プレナス （直営） | 移行前から展開             | 旧・株式会社ほっかほっか亭 | 北海道、山形県、宮城県、福島県、 群馬県、栃木県、埼玉県、東京都、 新潟県、山梨県、長野県、静岡県                                                                                      |
| 株式会社プレナス （直営） | 移行前から展開             | 旧・株式会社ライズ         | 千葉県、神奈川県 |
| 株式会社プレナス （直営） | 移行後に展開               | 移行後に展開               | 青森県、秋田県、岩手県、富山県、 石川県、福井県、岐阜県、愛知県、 三重県、滋賀県、京都府、大阪府、 兵庫県、奈良県、和歌山県、岡山県、 鳥取県、島根県、徳島県、香川県、 愛媛県、高知県 |
| 加盟会社                  | サンコー株式会社           | サンコー株式会社           | 茨城県 |
| 加盟会社                  | 株式会社ブレンズ           | 株式会社ブレンズ           | 沖縄県、広島県（移行後に展開） |
| 加盟会社                  | 株式会社YK Food Service    | 株式会社YK Food Service    | 大韓民国ソウル特別市 |
| 加盟会社                  | 北京好麦道餐飲管理有限公司 | 北京好麦道餐飲管理有限公司 | 中華人民共和国北京市 |
| 加盟会社                  | PLENUS AusT PTY. LTD.      | PLENUS AusT PTY. LTD.      | シドニー（オーストラリア） |

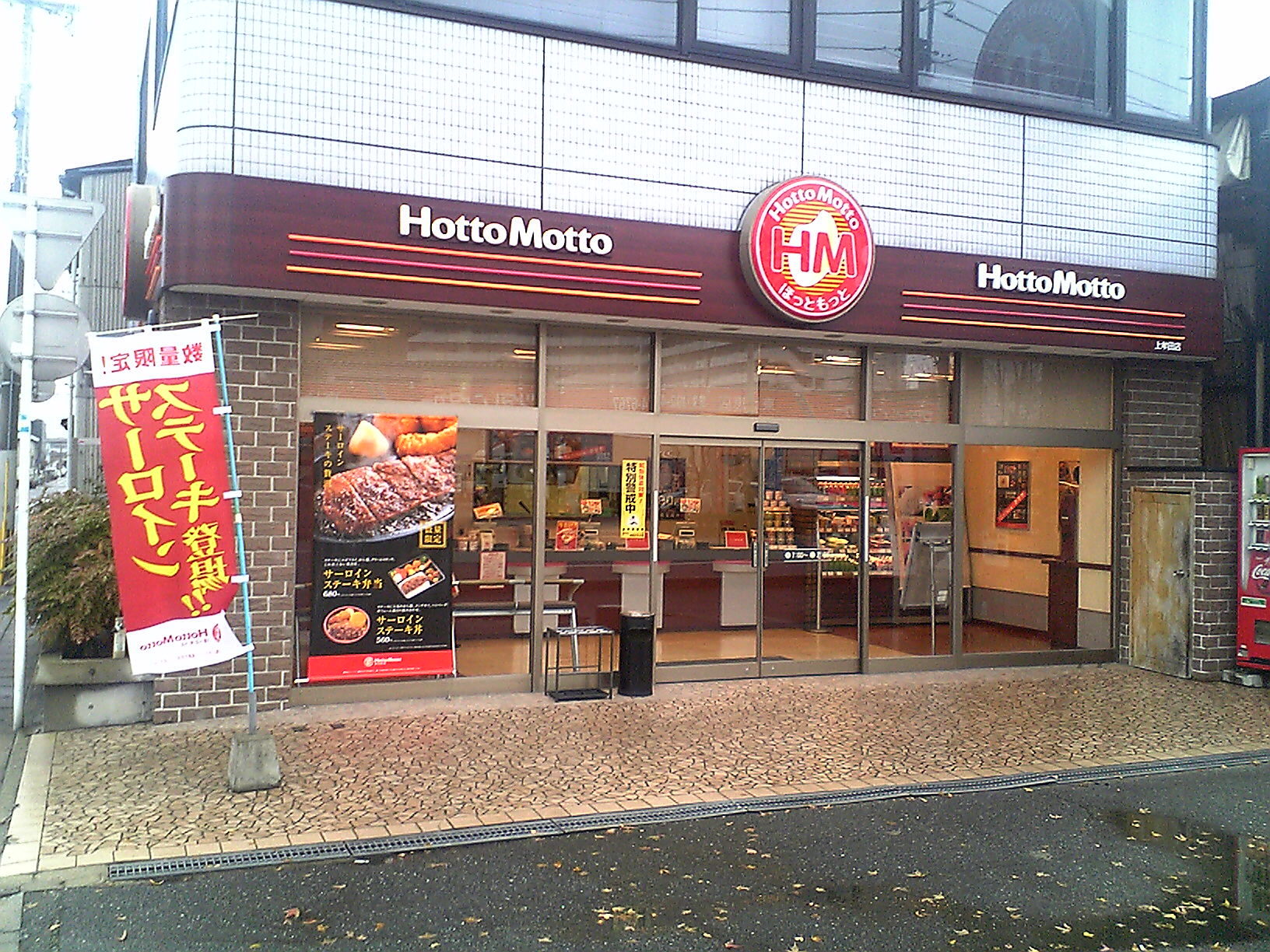
ほっともっと上牟田店（福岡市博多区）

韓国で事業展開する、YK Food Serviceは、韓国の水産物加工業者、東源水産（Dong Won Fisheries）と、プレナスが共同出資して設立した会社である。
中国で事業展開する、北京好麦道餐飲管理有限公司は、中国の食品会社、河北灤平華都食品有限公司と鵬達株式会社、およびプレナスが共同出資して設立した会社である。
オーストラリアの事業はプレナスが2013年3月に設立した子会社の「PLENUS AusT PTY.LTD.（プレナス オーストラリア社）」が運営を行っている。

## 広報・広告

### CI（コーポレートアイデンティティ）
キャッチフレーズは「幸福は、ごはんが炊かれる場所にある。」（2013年（平成25年）3月まで）、「fresh,friendly,fun」（2013年〈平成25年〉4月から）、「やっぱり、お弁当屋さんのおべんとうはおいしい。」（2018年4月から）。2025年7月現在は「ニッポンのお弁当を、愉しく」。

ロゴは円形であり、赤色と黄色が使われている。シンボルは「ツヤツヤと輝くおいしいお米」となっており、中央にそれが描かれている。それに重なる形で「HM」の文字が書かれており、外側の上部に「Hotto Motto」、下部に「ほっともっと」の文字が書かれている。『お弁当を食べながら』（作詞：岩崎俊一、作曲：菅野よう子、歌：清浦夏実）というテーマソングが設定されており、CMではこのテーマソングのサビの部分が流された。
2024年9月3日開店の戸越駅前店からはツヤツヤと輝くおいしい“お米”をイメージしたロゴマークが使用されている。ただしポールサインなどには引き続き以前のロゴマークも併用している。

### 不定期に提供中のテレビ番組
- スーパー戦隊シリーズ（テレビ朝日） - 2012年冬より「スーパー戦隊×仮面ライダー」として、期間限定で番組出演者によるTVCMを放映（スーパー戦隊のキャンペーンでは『海賊戦隊ゴーカイジャー』から）。
- 仮面ライダーシリーズ（テレビ朝日） - 上述したように、2012年冬より「スーパー戦隊×仮面ライダー」として、期間限定で番組出演者によるTVCMを放映（仮面ライダーのキャンペーンでは『仮面ライダーフォーゼ』から）。

### 過去に提供していたテレビ番組
- はねるのトびら（フジテレビ）
- クイズプレゼンバラエティー Qさま!!（テレビ朝日）
- ナニコレ珍百景（テレビ朝日）
- いきなり!黄金伝説（テレビ朝日）
- ドラえもん（テレビ朝日）（2014年〜2020年5月、2021年2月〜8月まで）
- クレヨンしんちゃん（テレビ朝日）
- Nスタ（金曜日）（TBSテレビ）
- 開運!なんでも鑑定団（BSジャパン）
- ぴったんこカン・カン（TBSテレビ）
- 天才!志村どうぶつ園（日本テレビ）

### CMキャラクター
- 山口智充（DonDokoDon）（2010年〈平成22年〉3月16日 - 12月31日）
- AKB48（2011年〈平成23年〉1月1日 - 3月、GO!カツフェア、2012年〈平成24年〉1月6日 - ）

AKB48×HottoMottoとしてキャンペーンを展開。
- 2011年（平成23年）4月のチキンタツターズ編では高橋みなみ、北原里英、指原莉乃、峯岸みなみの4人が出演。
- 2012年（平成24年）1月のロースカツ丼編では、高橋みなみ、北原里英、板野友美の3人が出演。
- 2012年（平成24年）5月の塩から揚編では、高橋みなみ、板野友美、柏木由紀の3人が出演。
- 2012年（平成24年）7月 - 一緒に、たべよ。編
  - 新ビーフステーキ弁当では、高橋みなみ、横山由依の2人が出演。
  - ハンバーグ弁当では、渡辺麻友、北原里英の2人が出演。

- 新生かな子（2011年〈平成23年〉5月 - 焼肉弁当・ねぎ塩焼肉弁当）
- 天田優奈（2011年〈平成23年〉6月 - めんたい高菜弁当・同CMのナレーションは中尾彬が担当）
- キマグレン（2011年〈平成23年〉7月 - 9月、「キマグレン×ほっともっと『夏弁』」BGMは『蛍灯』）
- ヨンア（2011年〈平成23年〉8月 - 野菜ビビンバ・韓流デラックス弁当）
- 桂三枝・スリムクラブ（2011年〈平成23年〉11月- 新・幕の内弁当）
  - 花・幕の内弁当編ではハリセンボンも出演。
  - きのこご飯（2012年〈平成24年〉9月 - 10月）とカキフライ御膳・カキフライ弁当（同年10月 - 11月）、鶏めし（2013年3月 - ）では文枝の弟子4人（鶏めし編は桂三度以外3人、その鶏飯後半には桂三輝）も出演。
  - 2013年（平成25年）3月には、厚切りとんかつ弁当のCMにも文枝が出演。
  - 2014年（平成26年）の新・幕の内では、文枝と石井一久が出演。
  - 2014年（平成26年）12月の新・平日昼割では文枝の弟子4人が出演。
- 雨宮亜衣（2012年〈平成24年〉9月 - 新コンビ弁当シリーズ、平日昼割）
- 村上信五（関ジャニ∞）（2013年〈平成25年〉1月 - ロースかつ丼、2月 - チキン南蛮、5月 - 焼肉ビビンバ）
- 加藤慶祐（2013年〈平成25年〉7月 - から揚げ）
- 有村架純（2013年〈平成25年〉10月 - 金芽ごはん、2014年〈平成26年〉2月 - 新ロースカツ丼。CM冒頭のほっともっとコールも担当）
- Newwy（2013年〈平成25年〉5月、ガパオライス）[18]
- 黒木綾乃（2014年〈平成26年〉10月 - かきフライ弁当、2015年2月 - 豆腐牛めし）
- 岡田将生（2014年〈平成26年〉8月 - nettomotto）
- DAIGO（2016年〈平成28年〉3月 - ご当地弁当）
- 泉澤祐希（2016年〈平成28年〉4月 - 新生活応援編、BGMは大橋トリオの『アンジュリア』）
- 博多華丸・大吉（2016年〈平成28年〉5月 - お弁当だらけの博覧会「ベンパク」）
- 南出凌嘉（2016年〈平成28年〉12月 - もっと「オレっち」ジバニャン弁当。自身が実写パートで主演の『映画 妖怪ウォッチ 空飛ぶクジラとダブル世界の大冒険だニャン!』での天野景太役として出演。同CM冒頭のほっともっとコールも担当）
- エミリー・ブラント (2017年〈平成29年〉5月 - 「お弁当の大好き」篇、今井美樹、石田ゆり子と共演）
- 柳葉敏郎（2018年〈平成30年〉4月 - 「邂逅・しょうが焼き弁当」篇[16]、「迷ったら、唐あげ弁当」篇、「熱闘！カットステーキ重」篇、「もうとまらないカルビ焼肉弁当」篇、「店長のココロ/幕の内弁当」篇）
- 小倉優子（2018年〈平成30年〉11月 - 「主婦のホンネ/華・幕の内弁当」篇[19]、「ムネキュン チキン南蛮弁当」篇）

## 不祥事
2013年（平成25年）8月3日、豊川八幡店（愛知県豊川市）の従業員が店舗内で業務用冷蔵庫内で寝そべった画像をインターネット上に公開していることが判明した。当該画像は同6月28日ツイッター上で公開されたものであり、同一庫内に食材が入っていたこともあり、閲覧者からの苦情が多数寄せられていた。当該店舗は衛生状態の確認等のため同8月3日は休業した。プレナスは同8月5日、公式ウェブページ上において当該従業員を既に懲戒解雇していると発表した。